# Tualene
Tualene is een bestuurslaag in het regentschap Timor Tengah Utara van de provincie Oost-Nusa Tenggara, Indonesië. Tualene telt 1673 inwoners (volkstelling 2010).